# Sardinia (Schiff, 1888)
Die Sardinia war ein britisches Fracht- und Passagierschiff, das am 25. November 1908 vor der Küste Maltas Feuer fing und auf Grund lief. Dabei kamen mindestens 118 Menschen ums Leben. Die Passagiere der Sardinia waren zum großen Teil marokkanische Pilger auf dem Weg nach Mekka. Es wird angenommen, dass ein von den Passagieren zum Kochen entzündetes Feuer die Ladung des Schiffes in Brand setzte, was zu mehreren Explosionen führte.
Das Schiff war 1888 unter dem Namen Gulf of Corcovado in Dienst gestellt worden und trug später den Namen Paolo V.

## Beschreibung
Die Sardinia hatte eine Tonnage von 2361 BRT oder 1482 NRT. Sie war 94,5 m lang, 12,3 m breit und hatte einen maximalen Tiefgang von 6,9 m. Der Antrieb bestand aus einer Dreizylinder-Dreifach-Expansions-Dampfmaschine, die von Blair & Co Ltd gebaut wurde, und einen Propeller antrieb.

## Geschichte
Das Schiff wurde als Gulf of Corcovado von der britischen Werft Hawthorn, Leslie & Company in Hebburn (England) gebaut. Der Stapellauf fand am 25. Juni 1888 statt, die Indienststellung im August desselben Jahres. Eigner war die Greenock Steam Ship Co Ltd in Greenock (Schottland).
Im Jahr 1899 kaufte die Gulf Line Ltd das Schiff und verkaufte es noch in demselben Jahr an die italienische Reederei P Viale di GB in Genua, die es nach Paolo V umbenannte. Im Jahr 1902 schließlich erwarben die Ellerman Lines das Schiff und benannten es um nach Sardinia.

## Schiffsunglück

### Feuer
Am Morgen des 25. November 1908 verließ die Sardinia um 9 Uhr 45 den Grand Harbour von Malta, um nach Alexandria weiterzufahren. An Bord waren 39 Besatzungsmitglieder, 12 Passagiere der I. Klasse und 142 Passagiere auf den Zwischendecks. Dabei handelte es sich um marokkanische Muslime auf der Haddsch nach Mekka. Ferner beförderte das Schiff diverse Frachtgüter, darunter auch Nitrat oder Naphtha. Kapitän der Sardinia war Charles Litter aus Birkenhead.
Kurz nach dem Auslaufen aus dem Hafen, die Sardinia war noch etwa 200 Meter vom Wellenbrecher entfernt, wurde Rauchentwicklung aus einem Belüftungsschacht auf der Steuerbordseite des Schiffes beobachtet. Die Mannschaft versuchte zunächst, das Feuer mit Löschwasser zu bekämpfen, doch nach wenigen Minuten schlugen Flammen aus anderen Belüftungsöffnungen. In weniger als zehn Minuten stand die Sardinia mittschiffs vollständig in Flammen.
Das Schiff änderte den Kurs, wohl um in den Hafen zurückzukehren. Gleich darauf fuhr es jedoch im Kreis, nachdem die Steuerleute die Kontrolle über das Ruder verloren hatte und die Mannschaft im Maschinenraum durch das Feuer getötet worden war. Bei Fort Ricasoli lief die Sardinia auf Grund.(35° 53′ 56″ N, 14° 31′ 34″ O) Mehrere Explosionen erschütterten das Schiff und fegten die Lukendeckel weg, was wahrscheinlich viele Menschenleben kostete. Der starke Wind fachte das Feuer weiter an, so dass es das Oberdeck erreichte und die Rettungsboote zerstörte.
Kapitän Litter blieb an Bord des Schiffes und war unter den ersten Todesopfern. Die Mannschaft gab Rettungswesten an die Passagiere aus, wobei der Chefsteward unter den ersten war, die mit einer Schwimmweste versehen über Bord sprangen. Viele der marokkanischen Passagiere, darunter Frauen und Kinder waren unter Deck und starben durch das Feuer, während andere Marokkaner in Panik gerieten und sich weigerten, das Schiff zu verlassen. Einigen der Menschen an Bord gelang es, ins Wasser zu springen, sie konnten gerettet werden.
Eine Anzahl maltesischer Fischerboote und kleinere Segelschiffe versuchte, den Überlebenden Hilfe zu leisten, doch konnten sie das brennende Schiff wegen der Intensität der Flammen nicht erreichen. Auch Schlepper der Admiralität wurden zur Hilfeleistung ausgesandt. Die Sardinia brannte auf den Felsen vor Fort Ricasoli vollständig aus, während sich tausende von Schaulustigen auf den Hafenbefestigungen versammelten, um das Unglück mitzuverfolgen.

### Opfer
In den zeitgenössischen Berichten werden unterschiedliche Opferzahlen genannt. Einige sprechen davon, dass 23 Mannschaftsmitglieder und 10 Passagiere überlebt hätten, andere berichten, dass 21 Mannschaftsmitglieder, 9 Europäer und 40 Marokkaner gerettet werden konnten. Bis 16 Uhr des Unglückstages galten 18 Mannschaftsmitglieder, 2 Europäer und mehr als 100 Marokkaner als vermisst. Die endgültige Opferzahl wird auch mit 16 Mannschaftsmitgliedern, 2 Europäern und mehr als 100 Marokkanern angegeben. Das Unglück kostete auf jeden Fall mindestens 118 Menschen das Leben.
Mindestens 40 Leichen wurden noch am Tag des Unglücks geborgen, darunter die des Kapitäns. Untersuchungen ergaben, dass alle Todesopfer entweder verbrannt oder ertrunken waren. Nur 23 tote Marokkaner konnten geborgen werden. Sie wurden am nächsten Tag auf dem Turkish Military Cemetery in Marsa beigesetzt. Der Kapitän und einige andere Mannschaftsmitglieder wurden auf dem Ta’ Braxia Cemetery beigesetzt, ebenso später entdeckte Leichen. Mindestens ein Mannschaftsmitglied wurde auf dem Addolorata Cemetery in Paola bestattet. Kapitän Litters sterbliche Überreste wurden später auf Wunsch seiner Familie nach England umgebettet.

## Nachwirkung
Eine Untersuchung des Vorfalls ergab, dass das Feuer vermutlich durch Funken aus einem Kochfeuer verursacht worden war, das marokkanische Zwischendeckspassagiere entfacht hatten, um darauf Essen zu kochen. Diese Funken entzündeten das Nitrat im Laderaum Nr. 2. An Bord des Schiffes gab es laut dem Untersuchungsbericht keinerlei Vorkehrungen für den Brandfall.
Das Sardinia-Unglück gilt als das schlimmste Schiffsunglück, das sich in Friedenszeiten in Malta zutrug, und wird als das maltesische Gegenstück zum Untergang der Titanic betrachtet. Obwohl die Sardinia wesentlich kleiner als die Titanic war und auch viel weniger Passagiere beförderte, bezieht sich der Vergleich auf den hohen Anteil an Zwischendeckspassagieren, die bei beiden Schiffsunglücken ums Leben kamen.